# Lycée Anne-de-Kiev
 (mai 2019).
 (mai 2019).

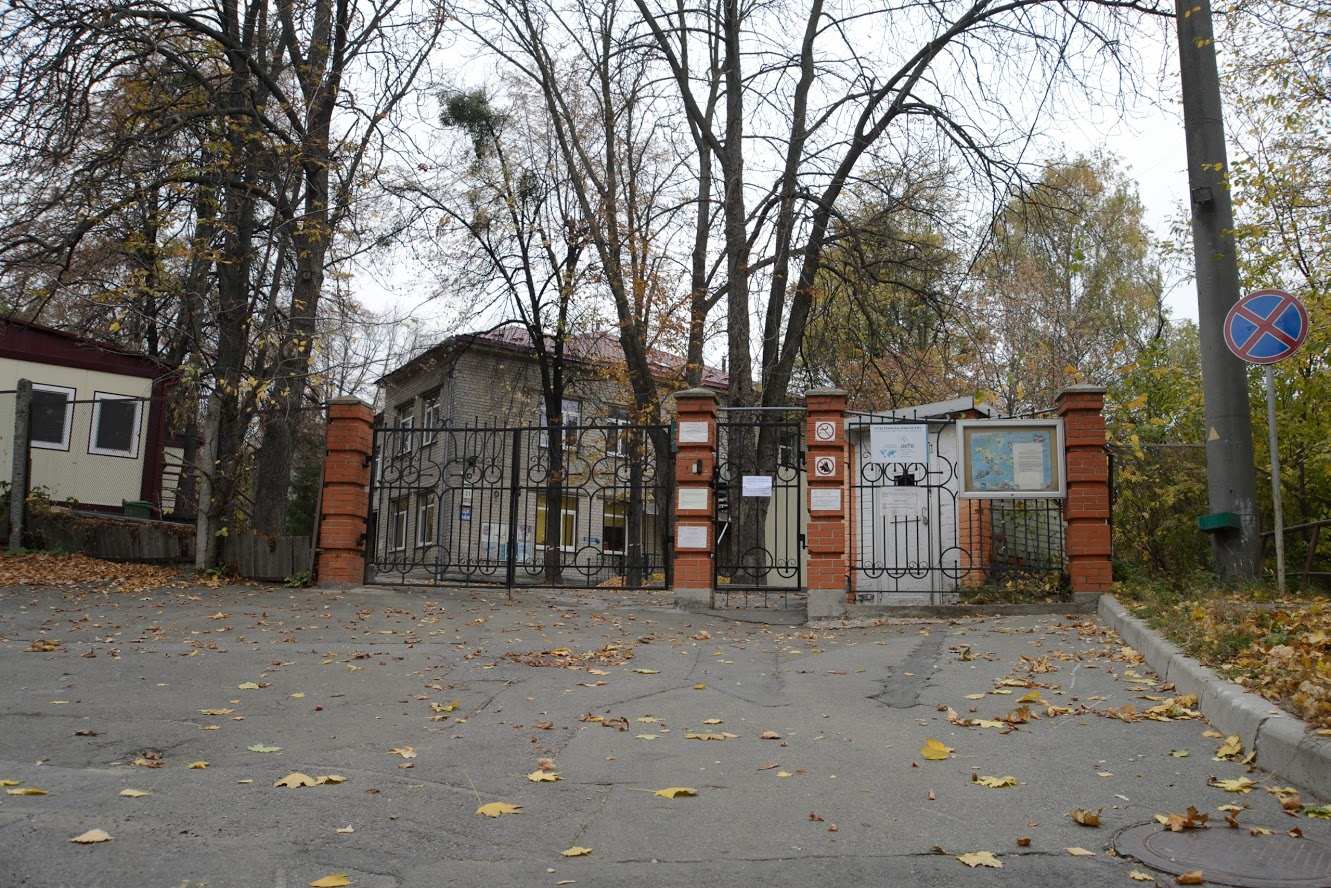
Lycée Français AEFE Anne-de-Kiev, 52B Bohdana Khmelnytskoho, Kyiv

Le lycée français Anne-de-Kiev (nommé ainsi depuis 2010 - anciennement Petite école de Kiev, École française de Kiev puis Collège français Anne-de-Kiev après 2005) est la seule école française homologuée par les ministères de l’Éducation nationale  de France et d’Ukraine et conventionnée avec l'AEFE.
L'établissement a été créé en 1994 à l’initiative de parents d’élèves et de l’Ambassade de France en Ukraine. En 2005, elle devient un collège et en 2010 un lycée. L'établissement compte en 2020 environ 453 élèves de 21 nationalités différentes. Les plus jeunes sont en Petite Section de maternelle, les plus âgés en classe de Terminale. L'établissement est séparé en trois sites, tous se trouvant à Kiev.
Le lycée porte le nom de la reine Anne de Kiev, fille de Iaroslav le Sage, grand-prince de Kiev, et épouse de Henri Ier, roi des Francs, reine des Francs de 1051 à 1060.
En Ukraine, les autres écoles françaises homologues privées sont l'École française privée d‍ 'Odessa (EFPO) et l'École française internationale de Kiev (uk) (primaire uniquement).
À Kiev, il compte parmi la dizaine d'écoles et lycées internationaux avec la Pechersk School International (1996), la Deutsche Schule Kiew (2008) ou la Kyiv International School (1992).

## Résultats au baccalauréat
- 2019: 100% admis: mentions TB (10%), B (50%), AB (20%)
- 2018: 100% admis: mentions TB (25%), B (25%), AB (25%)
- 2017: 100% admis: mentions TB (56%), B (33%), AB (11%)
- 2016: 100% admis: mentions TB (0%), B (25%), AB (12,5%)
- 2015: 100% admis: mentions TB (25%), B (25%), AB (25%)
- 2014: 100% admis: mentions TB (0%), B (11%), AB (33%)